# 岩手県フットサルリーグ
岩手県フットサルリーグとは、公益社団法人岩手県サッカー協会が主催し岩手県フットサル連盟が主管する都道府県リーグである。上位カテゴリーは地域リーグである東北フットサルリーグとなる。
GAViC（株式会社ロイヤル）、MIKASA（株式会社ミカサ）が協賛しており、リーグ名称は「GAViC 岩手県フットサルリーグ」、通称「岩手Fリーグ」となる。
(2019シーズンまでは「SuperSports XEBIO 岩手県フットサルリーグ」という名称であった）

## 試合会場

### 2023-24シーズン
- 花巻市民体育館
- 花巻市総合体育館
- 東山総合体育館
- 岩手県営体育館

### 過去の使用会場
- 滝沢総合公園体育館
- 一関市総合体育館
- 宮古市民総合体育館（シーアリーナ）
- 千厩体育館
- フットレ（閉鎖）

## 2023-'24
- 名称 GAViC第20回岩手県フットサルリーグ2023
- 主催 公益社団法人岩手県サッカー協会
- 主管 岩手県フットサル連盟
- 協賛 株式会社ロイヤル（GAViC）、株式会社ミカサ

### 加盟チーム
- 奥州ユナイテッドFCオルカ（奥州市）
- D·M·E-Admirar（盛岡市）
- BOA SORTE（滝沢市）
- LINDAS（花巻市）
- 岩手Rainbow（盛岡市）
- ヴィヴァーレ一関セグンド（一関市）
- CROSS COLOURSサテライト（盛岡市）
- ベスティア盛岡セグンド（盛岡市）
- ヴィヴァーレ一関ユース（一関市）
- おじサンタ（盛岡市）

### リーグ戦結果
| 順位   | チーム                   | 試合数 | 勝 | 分 | 敗 | 勝点 | 得点 | 失点 | 得失点差 |
| ------ | ------------------------ | ------ | -- | -- | -- | ---- | ---- | ---- | -------- |
| 優勝   | D･M･E-Admirar            | 9      | 9  | 0  | 0  | 27   | 74   | 14   | 60       |
| 準優勝 | 奥州ユナイテッドFCオルカ | 9      | 8  | 0  | 1  | 24   | 49   | 19   | 30       |
| 3      | ヴィヴァーレ一関ユース   | 9      | 6  | 0  | 3  | 18   | 33   | 37   | -4       |
| 4      | BOA SORTE                | 9      | 4  | 2  | 3  | 14   | 29   | 29   | 0        |
| 5      | LINDAS                   | 9      | 4  | 1  | 4  | 13   | 33   | 32   | 1        |
| 6      | おじサンタ               | 9      | 4  | 1  | 4  | 13   | 36   | 47   | -11      |
| 7      | CROSS COLOURSサテライト  | 9      | 4  | 0  | 5  | 12   | 33   | 17   | 16       |
| 8      | ヴィヴァーレ一関セグンド | 9      | 2  | 0  | 7  | 6    | 27   | 42   | -15      |
| 9      | 岩手Rainbow              | 9      | 1  | 1  | 7  | 4    | 19   | 43   | -24      |
| 10     | ベスティア盛岡セグンド   | 9      | 9  | 0  | 1  | 1    | 9    | 62   | -53      |

### 大会方式
参加10チームで1回戦総当たりのリーグ戦（9節）を実施し順位を決定する。
試合時間は前・後半各20分のプレーイングタイム（ハーフタイムは10分）とする。
勝ち点については、「勝ち:3点/引き分け:1点/負け:0点」とする。
リーグ戦における順位は、次の方法で決定する。
1. 勝ち点
2. 当該チーム間の対戦成績
3. 当該チーム間の得失点差
4. 当該チーム間の総得点数
5. リーグ内での総得失点差
6. リーグ内での総得点数
7. 警告・退場のスコアがより少ないチーム
  - イエローカード1枚：1ポイント
  - イエローカード2枚によるレッドカード：3ポイント
  - レッドカード1枚：3ポイント
  - イエローカード1枚に続くレッドカード1枚：4ポイント
8. 抽選

### 昇格・降格
リーグ優勝チームは東北フットサルリーグ2部昇格への入替戦（東北フットサルリーグ2部参入プレーオフ）に挑戦できる。2022シーズンは北東北各県リーグ優勝チーム(辞退の場合は下位チームに権利移譲)3チームにより自動昇格及び2部北チームとの入替戦への進出を争う。（来季昇格可能なチーム数は東北1部昇格プレーオフ後に確定、または来季参入チーム意向によるため2部リーグ昇格（残留）の暫定2～3枠を争う）なお現在リーグが1部制のため、また各市町村リーグのような下位カテゴリーの通年リーグが存在しないため降格はない。

### 東北フットサルリーグ2部参入プレーオフ
優勝チームのD･M･E-Admirarは東北フットサルリーグ2部北参入戦で1位となり、次シーズンより東北フットサルリーグ2部北リーグへ昇格。

## 2022-'23
- 名称 GAViC第19回岩手県フットサルリーグ2022
- 主催 公益社団法人岩手県サッカー協会
- 主管 岩手県フットサル連盟
- 協賛 株式会社ロイヤル（GAViC）、株式会社ミカサ

### 加盟チーム
- BOA SORTE（滝沢市）
- D·M·E-Admirar（盛岡市）
- 奥州ユナイテッドFCオルカ（奥州市）
- LINDAS（花巻市）
- CROSS COLOURSサテライト（盛岡市）
- ベスティア盛岡セグンド（盛岡市）
- ステラミーゴいわて花巻/AMV（花巻市）
- ヴィヴァーレ一関セグンド（一関市）
- 岩手Rainbow（盛岡市）

### リーグ戦結果
| 順位   | チーム                     | 試合数 | 勝 | 分 | 敗 | 勝点 | 得点 | 失点 | 得失点差 |
| ------ | -------------------------- | ------ | -- | -- | -- | ---- | ---- | ---- | -------- |
| 優勝   | 奥州ユナイテッドFCオルカ   | 8      | 7  | 1  | 0  | 22   | 37   | 21   | 16       |
| 準優勝 | D･M･E-Admirar              | 8      | 6  | 2  | 0  | 20   | 48   | 17   | 31       |
| 3      | BOA SORTE                  | 8      | 5  | 1  | 2  | 16   | 31   | 19   | 12       |
| 4      | LINDAS                     | 8      | 4  | 0  | 4  | 12   | 34   | 28   | 6        |
| 5      | 岩手Rainbow                | 8      | 4  | 0  | 4  | 12   | 32   | 32   | 0        |
| 6      | ヴィヴァーレ一関セグンド   | 8      | 4  | 0  | 4  | 12   | 24   | 30   | -6       |
| 7      | ステラミーゴいわて花巻/AMV | 8      | 2  | 0  | 6  | 6    | 21   | 44   | -23      |
| 8      | CROSS COLOURSサテライト    | 8      | 1  | 1  | 6  | 4    | 17   | 33   | -16      |
| 9      | ベスティア盛岡セグンド     | 8      | 0  | 1  | 7  | 1    | 21   | 41   | -20      |

### 大会方式
参加9チームで1回戦総当たりのリーグ戦（9節）を実施し順位を決定する。
試合時間は前・後半各20分のプレーイングタイム（ハーフタイムは10分）とする。
勝ち点については、「勝ち:3点/引き分け:1点/負け:0点」とする。
リーグ戦における順位は、次の方法で決定する。
1. 勝ち点
2. 当該チーム間の対戦成績
3. 当該チーム間の得失点差
4. 当該チーム間の総得点数
5. リーグ内での総得失点差
6. リーグ内での総得点数
7. 警告・退場のスコアがより少ないチーム
  - イエローカード1枚：1ポイント
  - イエローカード2枚によるレッドカード：3ポイント
  - レッドカード1枚：3ポイント
  - イエローカード1枚に続くレッドカード1枚：4ポイント
8. 抽選

### 昇格・降格
リーグ優勝チームは東北フットサルリーグ2部昇格への入替戦（東北フットサルリーグ2部参入プレーオフ）に挑戦できる。2022シーズンは北東北各県リーグ優勝チーム(辞退の場合は下位チームに権利移譲)3チームにより自動昇格及び2部北チームとの入替戦への進出を争う。（来季昇格可能なチーム数は東北1部昇格プレーオフ後に確定、または来季参入チーム意向によるため2部リーグ昇格（残留）の暫定2～3枠を争う）なお現在リーグが1部制のため、また各市町村リーグのような下位カテゴリーの通年リーグが存在しないため降格はない。

## 2021-'22
- 名称 GAViC第18回岩手県フットサルリーグ2021
- 主催 公益社団法人岩手県サッカー協会
- 主管 岩手県フットサル連盟
- 協賛 株式会社ロイヤル（GAViC）、株式会社ミカサ

### 加盟チーム
- CROSS COLOURSサテライト（盛岡市）
- ステラミーゴいわて花巻サテライト/AMV（花巻市）
- BOA SORTE（滝沢市）
- D·M·E-Admirar（盛岡市）
- ベスティア盛岡セグンド（盛岡市）
- LINDAS（花巻市）
- FC.ORCA（奥州市）
- FCヴィヴァーレセグンド（一関市）

### リーグ戦結果
| 順位   | チーム                               | 試合数 | 勝 | 分 | 敗 | 勝点 | 得点 | 失点 | 得失点差 |
| ------ | ------------------------------------ | ------ | -- | -- | -- | ---- | ---- | ---- | -------- |
| 優勝   | BOA SORTE                            | 7      | 7  | 0  | 0  | 21   | 53   | 10   | 43       |
| 準優勝 | D･M･E-Admirar                        | 7      | 6  | 0  | 1  | 18   | 45   | 10   | 35       |
| 3      | FC.ORCA                              | 7      | 3  | 2  | 2  | 11   | 24   | 27   | -3       |
| 4      | LINDAS                               | 7      | 0  | 3  | 2  | 9    | 22   | 22   | 0        |
| 5      | CROSS COLOURSサテライト              | 7      | 1  | 1  | 3  | 7    | 13   | 28   | -15      |
| 6      | ベスティア盛岡セグンド               | 7      | 2  | 1  | 3  | 7    | 23   | 35   | -12      |
| 7      | ステラミーゴいわて花巻サテライト/AMV | 7      | 0  | 1  | 5  | 4    | 23   | 54   | -31      |
| 8      | FCヴィヴァーレセグンド               | 7      | 1  | 0  | 3  | 3    | 21   | 38   | -17      |

### 大会方式
参加8チームで1回戦総当たりのリーグ戦（7節）を実施し順位を決定する。
試合時間は前・後半各20分のプレーイングタイム（ハーフタイムは10分）とする。
勝ち点については、「勝ち:3点/引き分け:1点/負け:0点」とする。
リーグ戦における順位は、次の方法で決定する。
1. 勝ち点
2. 当該チーム間の対戦成績
3. 当該チーム間の得失点差
4. 当該チーム間の総得点数
5. リーグ内での総得失点差
6. リーグ内での総得点数
7. 警告・退場のスコアがより少ないチーム
  - イエローカード1枚：1ポイント
  - イエローカード2枚によるレッドカード：3ポイント
  - レッドカード1枚：3ポイント
  - イエローカード1枚に続くレッドカード1枚：4ポイント
8. 抽選

### 昇格・降格
リーグ優勝チームは東北フットサルリーグ2部昇格への入替戦に挑戦できる。2021シーズンは各県リーグ優勝チーム(辞退の場合は下位チームに権利移譲)に東北フットサルリーグ2部 南北開催各リーグの6位（7位チームは自動降格）のチームを合わせた計8チーム（北東北3県・南東北3県 各4チームでの入替戦）で2部リーグ昇格（残留）の暫定2枠を争う。（来季昇格可能なチーム数は入替戦時点では未定のため順位決定を行う）。なお現在リーグが1部制のため、また各市町村リーグのような下位カテゴリーの通年リーグが存在しないため降格はない。（※2021シーズンは東北フットサルリーグの意向により入替戦は中止）

## 2020-'21
- 名称 GAViC第17回岩手県フットサルリーグ2020
- 主催 公益社団法人岩手県サッカー協会
- 主管 岩手県フットサル連盟
- 協賛 株式会社ロイヤル（GAViC）、株式会社ミカサ

### 加盟チーム
- Sabedoria（一関市）
- BOA SORTE（滝沢市）
- CROSS COLOURSサテライト（盛岡市）
- D.M.E-Admirar（盛岡市）
- LINDAS（花巻市）
- FC.ORCA（奥州市）
- FCヴィヴァーレセグンド（一関市）
- JUMFIO盛岡（盛岡市）
- ベスティア盛岡セグンド（盛岡市）
- ステラミーゴサテライト/AMV（花巻市）

### リーグ戦結果
| 順位   | チーム                     | 試合数 | 勝 | 分 | 敗 | 勝点 | 得点 | 失点 | 得失点差 |
| ------ | -------------------------- | ------ | -- | -- | -- | ---- | ---- | ---- | -------- |
| 優勝   | JUMFIO盛岡                 | 9      | 8  | 0  | 1  | 24   | 83   | 5    | 78       |
| 準優勝 | CROSS COLOURSサテライト    | 9      | 6  | 2  | 1  | 20   | 45   | 26   | 19       |
| 3      | ステラミーゴサテライト/AMV | 9      | 6  | 1  | 2  | 19   | 56   | 22   | 34       |
| 4      | BOA SORTE                  | 9      | 4  | 3  | 2  | 15   | 33   | 26   | 7        |
| 5      | D.M.E-Admirar              | 9      | 4  | 2  | 3  | 14   | 32   | 37   | -5       |
| 6      | ベスティア盛岡セグンド     | 9      | 3  | 2  | 4  | 11   | 19   | 44   | -25      |
| 7      | LINDAS                     | 9      | 2  | 1  | 6  | 7    | 24   | 42   | -18      |
| 8      | Sabedoria                  | 9      | 2  | 1  | 6  | 7    | 27   | 54   | -27      |
| 9      | FC.ORCA                    | 9      | 2  | 0  | 7  | 6    | 26   | 47   | -21      |
| 10     | FCヴィヴァーレセグンド     | 9      | 2  | 0  | 7  | 6    | 20   | 62   | -42      |

### 大会方式
参加10チームで1回戦総当たりのリーグ戦（9節）を実施し順位を決定する。
試合時間は前・後半各20分のプレーイングタイム（ハーフタイムは10分）とする。
勝ち点については、「勝ち:3点/引き分け:1点/負け:0点」とする。
リーグ戦における順位は、次の方法で決定する。
1. 勝ち点
2. 当該チーム間の対戦成績
3. 当該チーム間の得失点差
4. 当該チーム間の総得点数
5. リーグ内での総得失点差
6. リーグ内での総得点数
7. 警告・退場のスコアがより少ないチーム
  - イエローカード1枚：1ポイント
  - イエローカード2枚によるレッドカード：3ポイント
  - レッドカード1枚：3ポイント
  - イエローカード1枚に続くレッドカード1枚：4ポイント
8. 抽選

### 昇格・降格
リーグ優勝チームは東北フットサルリーグ2部昇格への入替戦に挑戦できる。2020シーズンは各県リーグ優勝チーム(辞退の場合は下位チームに権利移譲)に東北フットサルリーグ2部 南北開催各リーグの6位のチームを合わせた計8チーム（北東北3県・南東北3県 各4チームでの入替戦）（※2020シーズンは東北フットサルリーグ開催中止のため東北フットサルリーグ2部からの入替戦参加チームはなし）計6チームで2部リーグ昇格（残留）の暫定2枠を争う。（来季昇格可能なチーム数は入替戦時点では未定のため順位決定を行う）。なお現在リーグが1部制のため、また各市町村リーグのような下位カテゴリーの通年リーグが存在しないため降格はない。

## 2019-'20
- 名称 SuperSports XEBIO第16回岩手県フットサルリーグ2019
- 主催 公益社団法人岩手県サッカー協会
- 主管 岩手県フットサル連盟
- 協賛 SuperSports XEBIO、株式会社ロイヤル（GAViC）、株式会社ミカサ

### 加盟チーム
- Santa CRuuZ（二戸市）
- BOA SORTE（紫波町）
- D.M.E-Admirar（盛岡市）
- CROSS COLOURSサテライト（盛岡市）
- LINDAS（花巻市）
- FCヴィヴァーレセグンド（一関市）
- RYDEEN FC CRAZY（北上市）
- tempo-bonito（矢巾町）
- FC.ORCA（奥州市）

### リーグ戦結果
| 順位   | チーム                  | 試合数 | 勝点 | 勝 | 分 | 敗 | 得点 | 失点 | 得失点差 |
| ------ | ----------------------- | ------ | ---- | -- | -- | -- | ---- | ---- | -------- |
| 優勝   | Santa CRuuZ             | 8      | 21   | 7  | 0  | 1  | 57   | 18   | 39       |
| 準優勝 | BOA SORTE               | 8      | 21   | 7  | 0  | 1  | 42   | 21   | 21       |
| 3位    | tempo-bonito            | 8      | 18   | 6  | 0  | 2  | 41   | 21   | 20       |
| 4位    | CROSS COLOURSサテライト | 8      | 12   | 4  | 0  | 4  | 24   | 32   | -8       |
| 5位    | D.M.E-Admirar           | 8      | 12   | 4  | 0  | 4  | 28   | 41   | -13      |
| 6位    | FC.ORCA                 | 8      | 9    | 3  | 0  | 5  | 42   | 47   | -5       |
| 7位    | LINDAS                  | 8      | 6    | 2  | 0  | 6  | 22   | 34   | -12      |
| 8位    | RYDEEN FC CRAZY         | 8      | 6    | 2  | 0  | 6  | 22   | 40   | -18      |
| 9位    | FCヴィヴァーレセグンド  | 8      | 3    | 1  | 0  | 7  | 21   | 45   | -24      |

### 大会方式
参加9チームで1回戦総当たりのリーグ戦（9節）を実施し順位を決定する。
試合時間は前・後半各20分のプレーイングタイム（ハーフタイムは10分）とする。
勝ち点については、「勝ち:3点/引き分け:1点/負け:0点」とする。
リーグ戦における順位は、次の方法で決定する。
1. 勝ち点
2. 当該チーム間の対戦成績
3. 当該チーム間の得失点差
4. 当該チーム間の総得点数
5. リーグ内での総得失点差
6. リーグ内での総得点数
7. 警告・退場のスコアがより少ないチーム
  - イエローカード1枚：1ポイント
  - イエローカード2枚によるレッドカード：3ポイント
  - レッドカード1枚：3ポイント
  - イエローカード1枚に続くレッドカード1枚：4ポイント
8. 抽選

### 昇格・降格
リーグ優勝チームは東北フットサルリーグ2部昇格への入替戦に挑戦できる。2019シーズンは各県リーグ優勝チーム(辞退の場合は下位チームに権利移譲)に東北フットサルリーグ2部9位・10位（11・12位のチームは自動降格）のチームを合わせた計8チーム（北東北3県・南東北3県 各4チームでの入替戦）で2部リーグ昇格（残留）の暫定4枠を争う。（来季昇格可能なチーム数は入替戦時点では未定のため順位決定を行う）。なお現在リーグが1部制のため、また各市町村リーグのような下位カテゴリーの通年リーグが存在しないため降格はない。

## 2018-'19
- 名称 SuperSports XEBIO第15回岩手県フットサルリーグ2018
- 主催 公益社団法人岩手県サッカー協会
- 主管 岩手県フットサル連盟
- 協賛 SuperSports XEBIO、株式会社ロイヤル（GAViC）、株式会社ミカサ

### 加盟チーム
- Santa CRuuZ（二戸市）
- BOA SORTE（紫波町）
- D.M.E-Admirar（盛岡市）
- Bestia Fútbol Sala（盛岡市）
- CROSS COLOURSサテライト（盛岡市）
- LINDAS（花巻市）
- RYDEEN FC CRAZY（北上市）
- FCヴィヴァーレセグンド（一関市）

### リーグ戦結果
| 順位   | チーム                  | 試合数 | 勝点 | 勝 | 分 | 敗 | 得点 | 失点 | 得失点差 |
| ------ | ----------------------- | ------ | ---- | -- | -- | -- | ---- | ---- | -------- |
| 優勝   | Santa CRuuZ             | 14     | 42   | 14 | 0  | 0  | 91   | 32   | 59       |
| 準優勝 | Bestia Fútbol Sala      | 14     | 31   | 10 | 1  | 3  | 85   | 43   | 42       |
| 3位    | BOA SORTE               | 14     | 31   | 10 | 1  | 3  | 91   | 50   | 41       |
| 4位    | CROSS COLOURSサテライト | 14     | 19   | 6  | 1  | 7  | 44   | 61   | -17      |
| 5位    | LINDAS                  | 14     | 16   | 5  | 1  | 8  | 43   | 65   | -22      |
| 6位    | D.M.E-Admirar           | 14     | 16   | 5  | 1  | 8  | 56   | 65   | -9       |
| 7位    | FCヴィヴァーレセグンド  | 14     | 5    | 1  | 2  | 11 | 40   | 79   | -39      |
| 8位    | RYDEEN FC CRAZY         | 14     | 4    | 1  | 1  | 12 | 37   | 92   | -55      |

### 大会方式
参加8チームで2回戦総当たりのリーグ戦（14節）を実施し順位を決定する。
試合時間は前・後半各20分のプレーイングタイム（ハーフタイムは10分）とする。
勝ち点については、「勝ち:3点/引き分け:1点/負け:0点」とする。
リーグ戦における順位は、次の方法で決定する。
1. 勝ち点
2. 当該チーム間の対戦成績
3. 当該チーム間の得失点差
4. 当該チーム間の総得点数
5. リーグ内での総得失点差
6. リーグ内での総得点数
7. 警告・退場のスコアがより少ないチーム
  - イエローカード1枚：1ポイント
  - イエローカード2枚によるレッドカード：3ポイント
  - レッドカード1枚：3ポイント
  - イエローカード1枚に続くレッドカード1枚：4ポイント
8. 抽選

### 昇格・降格
リーグ優勝チームは東北フットサルリーグ2部（2019シーズンより南北統一リーグとなる）昇格への入替戦に挑戦できる。2018シーズンは各県リーグ優勝チーム(辞退の場合は下位チームに権利移譲)に東北フットサルリーグ2部南北各6位のチームを合わせた計8チーム（北東北3県・南東北3県 各4チームでの入替戦）で2部リーグ昇格（残留）の暫定4枠を争う。（来季昇格可能なチーム数は入替戦時点では未定のため順位決定を行う）。なお現在リーグが1部制のため、また各市町村リーグのような下位カテゴリーの通年リーグが存在しないため降格はない。

### 入替戦
準優勝チームのBestia Fútbol Salaは東北フットサルリーグ2部北入替戦2位となり、次シーズンより東北フットサルリーグ2部へ昇格。

## 2017-'18
- 名称 SuperSports XEBIO第14回岩手県フットサルリーグ2017
- 主催 公益社団法人岩手県サッカー協会
- 主管 岩手県フットサル連盟
- 協賛 SuperSports XEBIO

### 加盟チーム
- Santa CRuuZ（二戸市）
- D.M.E-Admirar（盛岡市）
- ESPERANZA（宮古市）
- CROSS COLOURSサテライト（盛岡市）
- LINDAS（花巻市）
- RYDEEN FC CRAZY（北上市）
- Bestia Fútbol Sala（盛岡市）
- BOA SORTE（紫波町）
- 岩手大学フットサル部（盛岡市）

### リーグ戦結果
| 順位   | チーム                  | 試合数 | 勝点 | 勝 | 分 | 敗 | 得点 | 失点 | 得失点差 |
| ------ | ----------------------- | ------ | ---- | -- | -- | -- | ---- | ---- | -------- |
| 優勝   | Santa CRuuZ             | 8      | 22   | 7  | 1  | 0  | 41   | 17   | 24       |
| 準優勝 | BOA SORTE               | 8      | 16   | 5  | 1  | 2  | 42   | 27   | 15       |
| ３位   | D.M.E-Admirar           | 8      | 14   | 4  | 2  | 2  | 43   | 29   | 14       |
| ４位   | Bestia Fútbol Sala      | 8      | 13   | 3  | 4  | 1  | 43   | 29   | 14       |
| ５位   | 岩手大学フットサル部    | 8      | 9    | 3  | 0  | 5  | 28   | 42   | -14      |
| ６位   | CROSS COLOURSサテライト | 8      | 9    | 3  | 0  | 5  | 30   | 37   | -7       |
| ７位   | LINDAS                  | 8      | 8    | 2  | 2  | 4  | 34   | 40   | -6       |
| ８位   | ESPERANZA               | 8      | 7    | 2  | 1  | 5  | 24   | 45   | -21      |
| ９位   | RYDEEN FC CRAZY         | 8      | 4    | 1  | 1  | 6  | 21   | 40   | -19      |

## 2016-'17
- 名称 SuperSports XEBIO第13回岩手県フットサルリーグ2016
- 主催 公益社団法人岩手県サッカー協会
- 主管 岩手県フットサル連盟
- 協賛 SuperSports XEBIO

### 加盟チーム
- Santa CRuuZ（二戸市）
- D.M.E-Admirar（盛岡市）
- ESPERANZA（宮古市）
- CROSS COLOURSサテライト（盛岡市）
- LINDAS（花巻市）
- RYDEEN FC（北上市）
- TEMPO-BONITO（盛岡市）

### リーグ戦結果
| 順位   | チーム                  | 試合数 | 勝点 | 勝 | 分 | 敗 | 得点 | 失点 | 得失点差 |
| ------ | ----------------------- | ------ | ---- | -- | -- | -- | ---- | ---- | -------- |
| 優勝   | RYDEEN FC               | 12     | 33   | 11 | 0  | 1  | 65   | 31   | 34       |
| 準優勝 | D.M.E-Admirar           | 12     | 22   | 7  | 1  | 4  | 65   | 51   | 14       |
| ３位   | Santa CRuuZ             | 12     | 22   | 7  | 1  | 4  | 58   | 51   | 7        |
| ４位   | TEMPO-BONITO            | 12     | 21   | 7  | 0  | 5  | 69   | 41   | 28       |
| ５位   | ESPERANZA               | 12     | 12   | 4  | 0  | 8  | 40   | 67   | -27      |
| ６位   | CROSS COLOURSサテライト | 12     | 7    | 2  | 1  | 9  | 54   | 70   | -16      |
| ７位   | LINDAS                  | 12     | 7    | 2  | 1  | 9  | 43   | 83   | -40      |

### 昇格・降格
リーグ優勝チームは東北フットサルリーグ2部北（岩手県・秋田県・青森県）昇格への入替戦に挑戦できる。各県リーグ優勝チーム(辞退の場合は下位チームに権利移譲)に東北フットサルリーグ2部北の５位のチーム(最下位は自動降格)を合わせた4チームで順位を決定、基本的に入替戦優勝チーム、準優勝チームが来季東北2部に昇格（残留）できる（来季昇格チーム数は入替戦時点では未定のため順位決定を行う）。現在リーグが1部制のため、また各市町村リーグのような下位カテゴリーの通年リーグが存在しないため降格はない。

### 入替戦
優勝チームのRYDEEN FCは東北フットサルリーグ2部北入替戦を制し、次シーズンより東北フットサルリーグ2部北へ昇格。

### 2023-24シーズン
- 試合日程・結果
- 順位表
- 星取表
- 処分履歴
- 得点ランキング

### 2022-23シーズン
- 試合日程・結果
- 順位表
- 星取表
- 処分履歴
- 得点ランキング

### 2021-22シーズン
- 試合日程・結果
- 順位表
- 星取表
- 処分履歴
- 得点ランキング

### 2020-21シーズン
- 試合日程・結果
- 順位表
- 星取表
- 得点ランキング

### 2019-20シーズン
- 試合日程・結果
- 順位表
- 星取表
- 得点ランキング

### 2018-19シーズン
- 試合日程・結果
- 順位表
- 星取表
- 得点ランキング

### 2017-18シーズン
- 試合日程・結果
- 順位表
- 星取表
- 得点ランキング

### 2016-17シーズン
- 試合日程・結果
- 順位表
- 星取表
- 得点ランキング

### 関係団体
- 岩手県サッカー協会
- 東北フットサル連盟
- 東北フットサル連盟-Facebook